# ジュライ (バンド)
ジュライ（July）は、ロンドン・イーリング出身のサイケデリック・ロック・バンドで、1968年から1969年にかけてプロとして活動し、2009年に再結成された。バンドの音楽は、サイケデリック・ロックとサイケデリック・ポップのブレンドとなっており、豊かなハーモニー、アコースティックギター、キーボード、複雑なリードギターによる作品が特徴となっている。バンドのレコードはイギリスやアメリカでチャート入りすることができなかったが、ジュライは今日、多くのコンピレーション・アルバムに収録されている「マイ・クラウン」「Dandelion Seeds」「The Way」といった曲で最もよく記憶されている。

## 略歴
バンドの起源に関していくつかの論争がある。百科事典の著者であるコリン・ラーキン、オールミュージックのウェブサイト、およびその他の多くの情報源によると、バンドの起源は1950年代後半のスキッフル・グループである「Playboys」にまでさかのぼることができる。このスキッフル・グループは後にR&Bバンドへと移行し、名前を「The Thoughts」に変更。それは最終的に「The Tomcats」になる前のこととされている。しかし、2009年のポッドキャスト・インタビューで、バンド・メンバー自身がこの歴史に異議を唱え、それは「誤解」であるとした。バンドによると、彼らは初め1960年代初頭に「The Dreamers」として結成され、シャドウズやエヴァリー・ブラザースなどの影響を受けた音楽を演奏し始めた。しかし当時、フレディ&ザ・ドリーマーズが全国的に成功していたため、「The Dreamers」はすぐに名前を「The Tomcats」に変更し、チャック・ベリーやボ・ディドリーなどの影響を受けて、よりハードなR&Bを演奏するようになっていった。オリジナルの「The Tomcats」のラインナップには、ギタリストで歌手のトム・ニューマン、ベーシストのアラン・ジェームス、リードギタリストのピーター・クック、ドラマーのクリス・ジャクソンが在籍していたが、これを前身とするバンドは1965年に解散した。アラン・ジェームスによると、「The Tomcats」を新しいバンド名に提案したのはニューマンの父親であり、グループはそれを使用したのだと述べている。
一方、ロンドンを拠点とする別のR&Bグループである「Second Thoughts」が、1965年に結成された。「Second Thoughts」には、コンガ奏者で、フルート奏者にしてキーボーディストのジョン・フィールド、ギタリストのトニー・デューイ、リードシンガーのパトリック・キャンベル・ライオンズ、後にサンダークラップ・ニューマンのメンバーとなるジョン・"スピーディ"・キーンがメンバーとして在籍していた。「The Tomcats」のように、「Second Thoughts」も1965年に解散し、歌手のパトリック・キャンベル・ライオンズは脱退して、アレックス・スパイロポロウスとサイケデリック・ロック・バンドのニルヴァーナを結成した。その後すぐに「The Tomcats」の新しいラインナップが集まり、オリジナルのバンド・メンバーと「Second Thoughts」の元メンバーが集結。ボーカルはニューマン、ギターはデューイ、フルート/キーボードはフィールド、ベースはジェームス、ドラムはジャクソンが担当した。その後、「The Tomcats」はスペインに活動の場を移し、1966年に「Los Tomcats」として成功を収め、マドリード、バルセロナ、カナリア諸島におけるギグで演奏したり、一連のEPでスペインのチャート入りを果たした。
ロンドンに戻った後、ニューマンと彼の友人であるピーター・クック（「The Tomcats」の最初のラインナップに在籍）は、R&Bの影響が少なく、本質的にサイケデリックなグループのために新しいマテリアルを書き始めた。バンドは1968年に名前をジュライへと変更し、その直後にメジャー・マイナー・レコードとレコーディング契約を結んだ。今やスペンサー・デイヴィスによってマネージメントされるようになったバンドは、1968年に最初のシングルとして「マイ・クラウン」（裏面「Dandelion Seeds」）をリリースしたが、全英シングルチャートには到達しなかった。バンドは1968年にセルフタイトルのアルバムも発表したが、これもチャート入りできなかった。ニューマンは後に（1975年のインタビューにて）、あるレビュアーによる「これは今まで聴いた中で最悪のアルバムであり、完全にプラスチックの浪費だった」という解説を覚えていると述べた。発売以来、ジュライのアルバムはイギリスのサイケデリアのコレクター間ではレアな作品として非常に人気があった。アルバム未収録の曲「Hello, Who's There?」「The Way」を組み合わせたセカンド・シングルがリリースされたが、このリリースも商業的な失敗となった。
ジュライは1969年に解散し、デューイはユニット4+2というバンドで演奏した後、フィールドとボーカリストのグリン・ハヴァードと合流してジェイド・ウォリアーを結成した。ニューマンは多くのソロ・アルバムをリリースし、マイク・オールドフィールド（『チューブラー・ベルズ』『チューブラー・ベルズII』『ヘヴンズ・オープン』等）を含む他のアーティストのためにいくつかのアルバムをプロデュースした。
バンドの終焉以来、ジュライのアルバムはさまざまなレコード・レーベルから何度も再発されてきた。バンドからリリースされた2枚のコンピレーション・アルバムもある。1987年の『Dandelion Seeds』は、ジュライのアルバム全曲とシングル「Hello, Who's There?」の両面をフィーチャーしている。1995年の『The Second of July』には、これまでにリリースされていない別バージョンとアウトテイクが収録された。さらに、ジュライによる曲は、『The British Psychedelic Trip, Vol. 2』『It's Only a Passing Phase』『Electric Psychedelic Sitar Headswirlers, Vol. 1』『The Great British Psychedelic Trip Vol 3: 1965–1970』『Acid Drops, Spacedust & Flying Saucers: Psychedelic Confectionery』『Insane Times: 25 British Psychedelic Artefacts from the EMI Vaults』など、さまざまなアーティストをまとめたコンピレーション・アルバムに収録されている。
2009年、トム・ニューマン、ピーター・クック、クリス・ジャクソン、アラン・ジェームスは、ジュライを再結成した。

## メンバー
- トム・ニューマン (Tom Newman) – リード・ボーカル、ギター
- クリス・ジャクソン (Chris Jackson) – ドラム、オルガン
- アラン・ジェームス (Alan James) – ベース
- ピーター・クック (Peter Cook) – ボーカル、ギター

旧メンバー
- トニー・デューイ (Tony Duhig) – リード・ギター、オルガン
- ジョン・フィールド (Jon Field) – ボーカル、フルート、オルガン

## ディスコグラフィ

### アルバム
- 『スーパー・サイケデリック!』 - July (1968年、Major Minor SMLP 29)
- Dandelion Seeds (1987年、Bam Caruso KIRI 097) ※コンピレーション
- The Second of July (1995年、Essex 1008) ※未発表曲、別バージョンのコンピレーション
- Resurrection (2013年、Neddysongs Recordings)
- The Wight Album (2020年、Grapefruit)
- Temporal Anomaly (2020年)
- 『ザ・コンプリート・レコーディングス』 -  The Complete Recordings (2020年、Grapefruit) ※『スーパー・サイケデリック!』のモノラル盤、ステレオ盤、未発表作『Temporal Anomaly』、『The Second of July』、再結成後の『Resurrection』、『The Wight Album』を収録した6CDコンピレーション

### シングル
- 「マイ・クラウン」 - "My Clown"/"Dandelion Seeds" (1968年、Major Minor MM 568)
- "Hello, Who's There?"/"The Way" (1968年、Major Minor MM 580)